# Omer Beaugendre
Omer Beaugendre (Salbris, 9 de setembre de 1883 - Salbris, 20 d'abril de 1954) va ser un ciclista francès que fou professional entre 1906 i 1921. Va prendre part en els Jocs Olímpics de París de 1900 en la prova de l'esprint. Va córrer a la quarta sèrie de la primera ronda, quedant eliminat, i fent un temps que no ha arribat fins als nostres dies.
Durant la seva carrera esportiva aconseguí tres victòries, entre elles la París-Tours de 1908. Era germà dels també ciclistes Joseph i François Beaugendre.

## Palmarès
- 1908
  - 1r a la París-Tours
  - 1r a la París-Lilla
- 1910
  - 1r a la Gènova-Niça

### Resultats al Tour de França
- 1908. 13è de la classificació general
- 1910. Abandona (5a etapa)